# Wilhelm Derfelden
Wilhelm Christoforowicz Derfelden (ros. Вильгельм Христофорович Дерфельден,ur. 1735, zm. 21 września 1819) – rosyjski generał.
Zdolności Derfeldena zostały zauważone już w czasie wojny rosyjsko-tureckiej 1768–1774, ale wsławił się szczególnie w czasie wojny rosyjsko-tureckiej 1787–1792, gdzie walczył razem z Suworowem. W 1791 głównodowodzący korpusu zajmującego Litwę, w czasie wojny polsko-rosyjskiej 1792 dowodzący jednym z rosyjskich korpusów atakujących z Ukrainy. W 1794 w czasie insurekcji kościuszkowskiej bierze udział m.in. w szturmie Pragi. Po kampanii w Polsce popada w niełaskę Pawła Romanowa i do służby wraca dopiero w 1799 wysłany wraz z Konstantym Pawłowiczem z wojskiem ekspedycyjnym do Italii przeciw rewolucjonistom francuskim. Suworow przekazał mu komendę nad 10 000 korpusem i był on w tej kampanii drugi w starszeństwie po Suworowie. Odznaczył się tu w czasie bitwy pod Novi i przemarszu przez Alpy. Po tej kampanii odszedł ze służby czynnej.